# Дьяченко, Александр Иванович
Александр Иванович Дьяченко (род. 16 ноября 1957 года, Ганцевичи) — российский физик-теоретик, доктор физико-математических наук, лауреат премии имени Л. И. Мандельштама (2018).
Старший научный сотрудник Института теоретической физики им. Л. Д. Ландау РАН (с 1992 года).
Имеет более 1 000 цитирований своих работ в индексируемых научных журналах и индекс Хирша — 18.

## Биография
Родился в Ганцевичах. 
Окончил среднюю школу в Гайсине (1974), факультет управления и прикладной математики Московского физико-технического института (1980) и аспирантуру. В 1988 году защитил диссертацию на степень кандидата физико-математических наук (научный руководитель А. М. Рубенчик). 
До 1992 года работал в Научном совете по кибернетике АН СССР. С ноября 1992 года работает в Институте теоретической физики имени Л. Д. Ландау, где в 2006 году защитил диссертацию на степень доктора физико-математических наук.

## Научные  труды
Среди наиболее значимых результатов: вместе с В.Е.Захаровым в 1994 году была сформулирована и обоснована гипотеза об интегрируемости уравнений гидродинамики идеальной жидкости со свободной поверхностью . Эта гипотеза послужила толчком к существенному прогрессу в теории ветровых волн, и в частности были получены новые эффективные нелинейные уравнения для описания волн на воде (в том числе волн-убийц).
Также были получены новые точные уравнения в конформных переменных для волн на воде (уравнения Дьяченко), которые позволили эффективно моделировать образование волн-убийц в океане (http://alexd.itp.ac.ru/Freak-0.095-end.avi).
Кроме этого в рамках уравнений Дьяченко были получено новое решение — гигантский бризер.

## Награды
- Премия имени Л. И. Мандельштама (совместно с Е. Н. Пелиновским, А. В. Слюняевым, за 2018 год) — за цикл работ «Физические процессы, приводящие к образованию волн-убийц»